# Чуваш-Улканово
Чуваш-Улканово (баш. Сыуаш-Олхан) — деревня в Туймазинском районе Республики Башкортостан Российской Федерации. Входит в состав Татар-Улкановского сельсовета. 

## География

### Географическое положение
Расстояние до:
- районного центра (Туймазы): 9 км,
- центра сельсовета (Татар-Улканово): 3 км,
- ближайшей ж/д станции (Туймазы): 9 км.

## Население
| 2002 | 2009 | 2010 |
| ---- | ---- | ---- |
| 140  | ↗157 | ↗158 |

Национальный состав
Согласно переписи 2002 года, преобладающая национальность — чуваши (96 %).